# Cristóvão da Gama

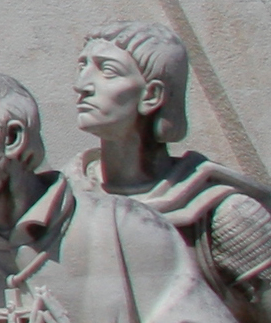
Cristóvão da Gama (Foto: Brian Snelson)

Cristóvão da Gama (* 1516; † 29. August 1542), Sohn von Vasco da Gama, war ein portugiesischer Heerführer, der eine von 1541 bis 1543 andauernde portugiesische Expedition nach Somalia gegen die Armee von Ahmad ibn Ibrahim al-Ghasi (Ahmed Gran oder Gurey) leitete. Nachdem er gegen die zahlenmäßig stärkeren Feinde zunächst mehrfach siegreich war, wurde er schließlich nach einer Niederlage gefangen genommen, gefoltert und getötet.
Sir Richard Burton bezeichnete ihn in seinem Buch First Footsteps in East Africa als „den ritterlichsten Soldaten eines ritterlichen Zeitalters.“

## Leben

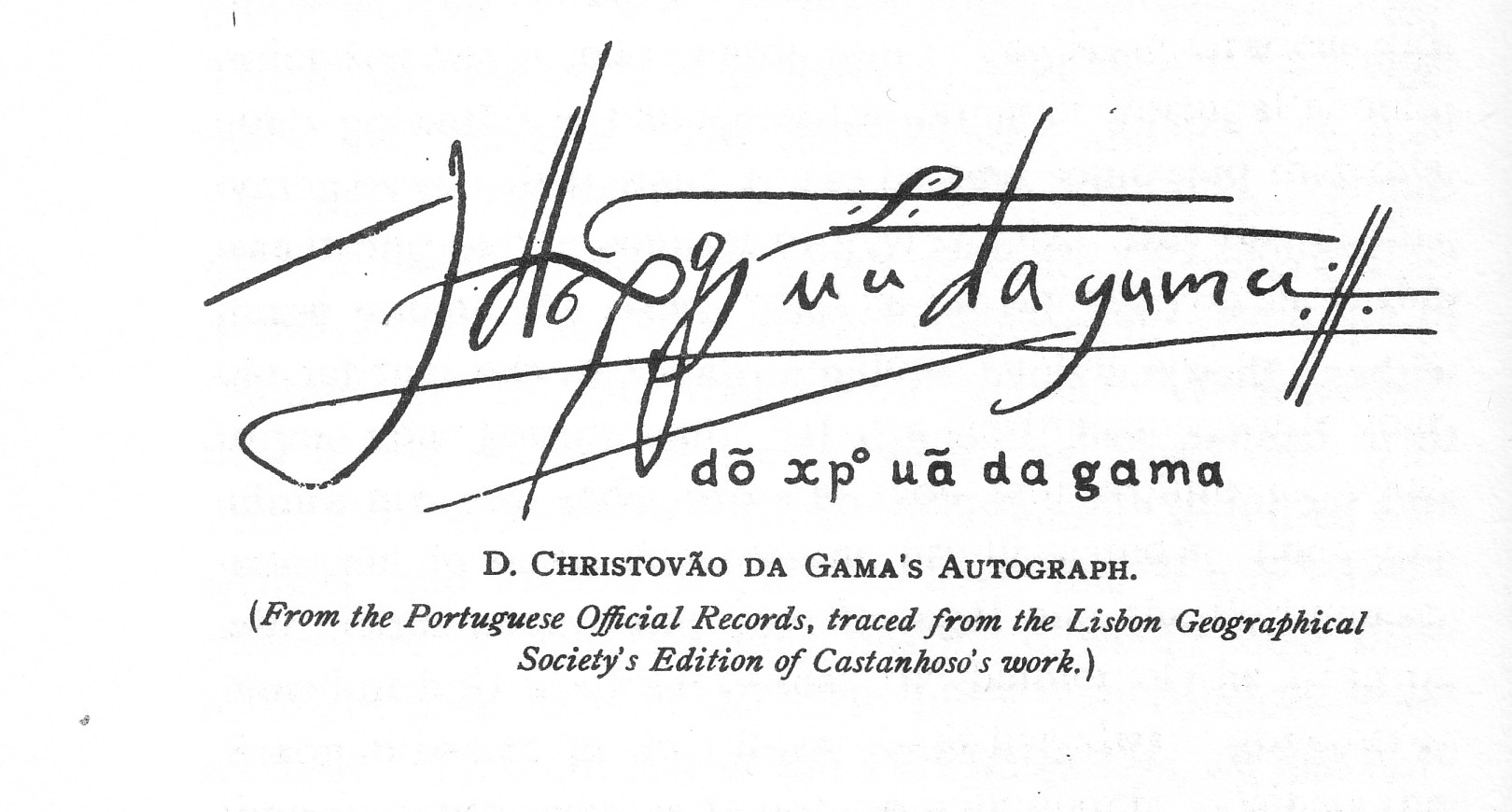
Unterschrift Cristóvão da Gamas

Cristóvão wurde 1516 in Portugal als jüngster Sohn Vasco da Gamas geboren. Mit seinem älteren Bruder Estêvão da Gama ging er 1532 erstmals nach Indien, kehrte 1535 nach Portugal zurück und segelte dann mit Garcia de Noronha am 6. April 1538 wieder nach Diu. Auf diesen Reisen erwies er sich mehrfach als rasch denkfähig und nützlich, sodass ihm Estevão, nunmehr zwischen 1540 und 1542 11. Gouverneur des Estado da Índia, der portugiesischen Besitzungen in Ostafrika und Asien, das Kommando über eines der Schiffe gab, die er in das Rote Meer führte, um eine osmanische Schiffsbasis in Sues anzugreifen.

### Expedition nach Äthiopien
Dieser Angriff war erfolglos, sodass Estevão am 22. Mai 1541 nach Massaua (heute in Eritrea) zurückkehrte, um die Schiffe abzuholen, die er dort gelassen hatte. Dort beschloss er, einen Teil seiner Armee unter Führung Cristóvãos auf eine Expedition zu schicken, um den christlichen Negus Claudius (Gelawdewos) zu unterstützen, der gerade von einer muslimischen Eroberungsarmee aus dem von Afar und Somali geführten Sultanat Adal bedrängt war. Für die Expedition wurden 400 portugiesische Soldaten ausgewählt, von denen 70 auch erfahrene Handwerker oder Ingenieure waren, ferner 130 Sklaven, etwa 1000 Arkebusen, ebenso viele Piken und etliche Mörser. Miguel de Castanhoso, der da Gama begleitete, verfasste später einen Bericht über die Expedition.
Die Männer gingen teils in Massaua, teils in Hirgigo weiter südlich an Land und marschierten nach Debarwa ins Inland, wo der Bahr Negus, der äthiopische Vizekönig für die nördlichen Provinzen, seinen Sitz hatte. Nach einem elftägigen Marsch erreichten sie am 20. Juli Debarwa, wo sie feststellen mussten, dass die Regenzeit (die Castanhoso als „Winter“ beschrieb) eine Weiterreise unmöglich machte. Cristóvão ließ seine Männer während der folgenden Monate aber nicht untätig, sondern ließ sie Vorrichtungen für die Kanonen bauen und Dörfer in der Umgebung angreifen, die die Herrschaft Ahmed Gureys akzeptiert hatten. Vom Bahr Negus erfuhr er auch, dass Königin Sabla Wengel auf einem Berg in der Nähe saß, den Ahmed noch nicht hatte einnehmen können. Mit 100 Männern marschierte Cristóvão da Gama auf den Berg (angeblich den Debre Damo) und lud die Königin ein, mit ihm zu kommen; diese folgte ihm und brachte ihre Entourage von 30 Männern und 50 Frauen mit, die in einer Zeremonie empfangen wurden.
Nach dem Ende der Regenzeit setzte die Armee ihren Weg nach Süden fort. Nachdem sie über Monate durch ihr Gepäck verlangsamt worden waren, entschied Cristóvão, die Hälfte der Ausrüstung am Debre Damo zu lassen. Die Portugiesen kamen um Weihnachten 1541 an der Kirche St. Romanos vorbei und feierten die Erscheinung des Herrn im Januar 1542 in der Provinz Agame. Die erste Begegnung mit muslimischen Truppen fand am 2. Februar in der Schlacht von Bacente statt. Die Muslime hatten einen Hügel erobert und unternahmen von diesem aus Raubzüge in der Umgebung. Obwohl Königin Sabla Wengel ihm riet, die Ankunft Gelawdewos’ und dessen Truppen aus Shewa abzuwarten, entschied sich Cristóvão da Gama für einen Angriff, da er die Unterstützung der einheimischen Bevölkerung nicht verlieren wollte. Die Portugiesen konnten den Hügel mit dem Verlust von gerade acht Männern einnehmen.
Ende Februar kamen von einem Schiff, das in Massaua vor Anker lag, zwei Portugiesen in Begleitung von sechs Einheimischen an. Da Gama schickte daraufhin 40 Männer zu diesem Schiff los, die jedoch Massaua erst erreichten, als es bereits abgefahren war. Diese 40 fehlten daraufhin in der nächsten Schlacht, bei der die Portugiesen auf Ahmed Gran selbst treffen sollten.
Wie Sabla Wengel befürchtet hatte, wusste der feindliche Anführer Ahmed Gran nach dem Vorfall bei Bacente, dass eine feindliche Armee im Land war, und marschierte nach Norden, um da Gama in Jarte (Provinz Wagarta) zu begegnen. Der Imam stellte den ersten Kontakt her, in dem er einen Kurier zu da Gama schickte. Der Kurier überbrachte da Gama die Nachricht, dass die portugiesische Streitmacht Äthiopien verlassen oder sich ihm anschließen solle; andernfalls würde sie vernichtet werden. Im Auftrag des Imams legte der Kurier als Geschenk die Ordenstracht eines Mönchs vor, eine starke Beleidigung für da Gama. Da Gama reagierte mit seinem eigenen Boten, der „einige Zeilen auf Arabisch“ zustellte, in denen stand, dass er „auf Befehl des großen Löwen des Meeres“ nach Äthiopien gekommen sei und „am nächsten Tag würde er [Ahmad Gran] sehen, was die Portugiesen wert sind“. Außerdem hatte er für den Imam auch ein beleidigendes Geschenk – ein Paar „kleine Pinzetten für die Augenbrauen, und ein sehr großer Spiegel – damit er aus sich eine Frau machen kann“.
Nach dem Austausch dieser Höflichkeiten in Jarte kam es am 4. April zur ersten und am 16. April zur zweiten Schlacht.
Die erste Schlacht von Jarte war ein Sieg für die Portugiesen, obgleich da Gama einen seiner Kapitäne verlor. Ahmed Gran wurde verwundet, was seine Truppen zwang, sich auf die ferne Seite der Ebene zurückzuziehen. Die Portugiesen, die ein Lager auf dem Schlachtfeld als unerträglich befanden, rückten über die Ebene bis zum feindlichen Lager vor, was zur zweiten Schlacht am 16. April führte. Dieses Mal wurden die Muslime noch deutlicher geschlagen, und laut Castanhoso „wäre der Sieg vollständig gewesen, hätten wir nur 100 Pferde gehabt, um es zu beenden“.
Ahmed Gran musste sich weiter nach Süden zurückzuziehen, bis zu einem Dorf Wajarat. Die dortige lokale Bevölkerung widersetzte sich ihm offen und weigerte sich, ihm Proviant oder Soldaten zur Verfügung zu stellen.
Da Gama marschierte bis zum See Ashangi, dort folgte er dem Rat von Königin Sabla Wengel, indem er während der Regenzeit begann, auf einem Hügel in Wofla ein Lager aufzubauen.
Gegen Ende der Regenzeit wurde da Gama von einem Juden (vielleicht einer der Beta Israel) kontaktiert. Er berichtete von einer schwach besetzten Festung auf dem Gebirge Amba Sel. Zur selben Zeit bekam da Gama die Information über Kaiser Gelawdewos’ Stärke: der äthiopische Monarch lebte als Geächteter im Süden, mit einer Armee von nur 60 bis 70 Mann. Jedoch war der Berg das größte Hindernis zwischen den zwei Verbündeten, und da Gama erfuhr auch, dass die Garnison eine große Anzahl Pferde hatte – ein Hilfsmittel, das er in seiner letzten Schlacht benötigt hätte. Da Gama marschierte mit ungefähr 100 Männern schnell südwärts und erlangte die Kontrolle über den Berg.
30 Männer zurücklassend, um die Pferde zurückzubringen, führte da Gama seine siegreichen Männer zurück nach Wofla. Dort stellte sich heraus, dass Ahmed Gran in der Lage war, am nächsten Morgen einen Angriff zu starten. Der Imam hatte den Gouverneur von Zabid in Südarabien erfolgreich ersucht, indem er ihm viel Geld bot, und bekam mehrere Musketiere. Es waren weit mehr, als da Gama hatte. Trotz ihres Muts erlitten die Portugiesen in der Schlacht bei Wofla am 28. August eine schwere Niederlage. Die Schlacht überlebten nur 170 Männer, einschließlich der 30 Männer, die die Pferde holten. In dieser Nacht wurden da Gama, dem eine Gewehrkugel den Arm brach, und seine 14 Begleiter von einer muslimischen Patrouille gefangen genommen.

### Da Gamas Tod und die Folgen
Cristóvão da Gama wurde zum Lager von Ahmed Gran gebracht, wo der Imam die Pinzette hervorholte, die da Gama ihm hatte überbringen lassen, und begann ihm damit den Bart auszuzupfen. Man versuchte ihn durch Folterung dazu zu bringen, zum Islam überzutreten. In Castanhosos sowie in Jerónimo Lobos Berichten wird geschrieben, dass da Gamas Tapferkeit und sein Tod einer Hagiographie würdig sei. Ahmad Gran köpfte schließlich da Gama und warf den Kopf in einen nahe gelegenen Brunnen. Castanhoso berichtete, dass dieses Wasser den Ruf gewann, dass es Kranke heilt.
Lobo vervollkommnete diese Geschichte und behauptete, dass der Imam, als er von dem Wunder hörte, einen toten Hund in den Brunnen werfen ließ und diesen danach mit einem Steinhaufen bedeckte. Lobo bekräftigte diese Details in einem Bericht von Beteiligten, die entsandt wurden, um da Gamas Überreste zu holen, um sie seinem Neffen Vasco da Gama zu schicken.
Ahmed Gran sah die überlebenden Portugiesen, die ohne ihre Feuerwaffen und allein in einem fremden Land zerstreut waren, nicht mehr als Bedrohung an. Er entließ alle, bis auf 200 der ausländischen Musketiere, und marschierte mit ihnen zu seinem Lager bei Derasgue an der Küste des Tanasees. Jedoch hatten sich mehr als 120 Männer Königin Sabla Wengel angeschlossen, die am Berg der Juden Schutz suchten. Zehn Tage später kam ihr Sohn Kaiser Gelawdewos an, und sie schätzten die Situation ab.
Mit den Waffen, die bei Debre Damo lagerten, waren die Portugiesen im Stande, sich wieder zu bewaffnen, und sie versprachen, ihre Fähigkeit Gelawdewos zur Verfügung zu stellen. Dieser hob eine neue Armee aus, die Ahmed Gran bei Wayna Daga traf. Die portugiesischen Musketiere zielten nur auf die muslimischen Musketiere, welche eine entscheidende Rolle bei Wofla gespielt hatten, sowie auf Imam Ahmad selbst.
Während sich die Quellen bei den genauen Details unterscheiden, stimmen alle darin überein, dass Ahmed Gran von den Männern des verstorbenen Cristóvão da Gama getötet wurde, um seinen Tod zu rächen.

## Denkmal
Seine Statue ist im Padrão dos Descobrimentos bei Lissabon zu sehen.